# Morinda citrina
Morinda citrina är en måreväxtart som beskrevs av Y.Z.Ruan. Morinda citrina ingår i släktet Morinda och familjen måreväxter.

## Underarter
Arten delas in i följande underarter:
- M. c. chlorina
- M. c. citrina